# Nahla Chahal
Nahla Chahal (ALA-LC: Nuhlat Shahal (en árabe: نهلة الشهال‎‎); es una socióloga, escritora, periodista, investigadora y activista, nacida de madre iraqí y padre libanés, ambos militantes comunistas.
Fue una de las líderes de la Organización de Acción Comunista Libanesa; y afiliada al Partido Comunista Libanés. Ha sido coordinadora de la "Campaña Civil Internacional para la Protección del Pueblo Palestino" (CCIPPP)
Es columnista en el periódico panarábico Al Hayat, que se publica en Londres.  Fue profesora, durante once años, en la Universidad del Líbano; luego, se mudó a París para enfocarse más en la investigación y ahora es la presidenta de la Asociación de Investigadoras Árabes.     
Es hermana de la difunta directora de cine Randa Chahal; y, reside habitualmente en París, Francia, donde Randa falleció.
Nahla Chahal, respetable y respetada chef de la guerra, como la describen, aquellos que sobrevivieron a la sangrienta guerra civil libanesa, ya no estaba en París en momento en que el debate tormentoso e improductivo sobre el uso del velo estuvo en pleno apogeo. Su hija, por otro lado, todavía vivía en Francia, donde, con un amigo, estudiaba cine.

## Algunas publicaciones
- والذي نشر في كتاب الشرق الأوسط تحت الصدمة Une Irakité latente (2003), publicado en Le Moyen-Orient sous le choc

- القدرة الهائلة علي الاندماج في النظام اللبناني La formidable capacité d’intégration du système libanais (2002)

- إبريل في جنين Avril à Jénine, Ed. La Découverte (2000)[7]